# 502 Сіґуна
502 Сіґуна (502 Sigune) — астероїд головного поясу, відкритий 19 січня 1903 року Максом Вольфом у Гейдельберзі.